# Шинкбалакада
Шинкбалакада (дарг. Шинкьбалакъада) — село в Акушинском районе Дагестана. Входит в состав Дубримахинского сельсовета.

## Этимология
Название села в переводе с даргинского языка означает ущелье мельниц.

## География
Село находится на берегу реки Инки (бассейн реки Акуша), на расстоянии 3 км к юго-востоку от села Акуша, административного центра района.

## Население
| 1926 | 1939 | 1970 | 1989 | 2002 | 2010 | 2021 |
| ---- | ---- | ---- | ---- | ---- | ---- | ---- |
| 164  | ↘156 | ↘150 | ↗218 | ↗334 | ↘306 | ↘285 |